# Maranville
Maranville é uma comuna francesa na região administrativa de Grande Leste, no departamento de Haute-Marne. Estende-se por uma área de 12,42 km². Em 2010 a comuna tinha 408 habitantes (densidade: 32,9 hab./km²).